# Blocco di branca destra
Il blocco di branca destra (sovente abbreviato in BBD) è il tipo di blocco di branca rappresentato dalla rallentata conduzione elettrica nella branca destra cardiaca, fondamentale per una propagazione regolare del battito cardiaco.

## Eziologia
Nella maggior parte dei casi il BBD è dovuto all'età avanzata (il diabete mellito di tipo II pare essere un'importante causa di degenerazione delle pareti cardiache, che gioca a favore dell'insorgenza di entrambi i blocchi di branca, il BBD in particolare). Nel 15% dei casi, ovvero quando esso appare negli individui al di sotto dei 40 anni (soglia normalmente valicata in caso di cardiopatie), bisogna prendere in considerazione la maligna displasia ventricolare destra aritmogena, la prima causa di insorgenza giovanile del BBD; in questo caso, il BBD è provocato dalla sostituzione progressiva del tessuto muscolare cardiaco del ventricolo destro con del tessuto adiposo isolante dalla carica elettrica cardiaca, che conduce malamente l'impulso originato dalle camere cardiache di sinistra, non avendo la capacità di propagazione dell'elettricità prodotta dal nodo del seno.

## Evidenze cliniche
Come in tutti i blocchi di branca, il tracciato elettrocardiografico è più evidentemente alterato nelle derivazioni V1 e V6; il battito si attiva con particolare rapidità dalla branca sinistra, per poi rallentare, anche molto velocemente, in corrispondenza della branca destra; il rallentamento avviene, costantemente, a livello del tratto rappresentante il miocardio comune. Il rallentamento della conduzione all'interno dei ventricoli si traduce, a livello ECGrafico, in un allungamento della durata del complesso QRS, che diventa maggiore di 0.12 sec.
Questo complesso peculiare del BBD è sempre preceduto da una rapida attivazione del setto interventricolare (che separa longitudinalmente i due ventricoli), nelle medesime derivazioni, la quale è segno di una conduzione che cambia notevolmente di velocità tra la parte sinistra del cuore e quella destra, incontrando un "ostacolo", di eziologia varia ma di solito non patologica, nel suo passaggio tra le due divisioni cardiache.
Quest'ultima anomalia, benché meno indicativa per la diagnosi di BBD, è ben evidente in ogni caso di blocco di branca destra. Il vettore del complesso QRS, infine, è orientato verso destra, poiché, in tutti i blocchi di branca, esso è indirizzato verso il settore del cuore dove si riscontra la depolarizzazione (in parole povere, il pezzo di tracciato che esplicita il ritardo della conduzione).
In presenza di blocco di branca destro si avrà anche uno sdoppiamento del tono S1 (e S2) per l'asincronicità di chiusura delle valvole, in quanto la chiusura della mitrale precederà quella della tricuspide (e la chiusura valvola polmonare sarà ritardata rispetto a quella aortica).

## Sintomatologia
Il fenomeno è normalmente asintomatico, talora associato all'invecchiamento fisico, in quanto i soggetti anziani sono i più colpiti dal blocco di branca destra per alterazioni legate alla possibile degenerazione fibrotica del tessuto elettrico.
È importante distinguere le conseguenze del BBD da quelle della già citata displasia aritmogena del ventricolo destro: tutta la gamma di manifestazioni cliniche della malattia, infatti, non è mai, nemmeno in parte, la conseguenza del blocco di branca destra, bensì una sintomatologia, tipica od atipica della patologia, indipendente dal BBD, e della quale il BBD stesso fa parte. È utile ricordare, a tal proposito, che il BBD non causa mai anomalie ulteriori, ma piuttosto può essere l'effetto, generalmente a lungo andare, di altri difetti cardiaci, di conduzione o meno.

## Diagnosi
È generalmente sufficiente rilevare i tratti caratteristici del BBD nell'elettrocardiogramma, rilevabili sin dalla nascita, descritti nel paragrafo precedente.

## Prognosi
Il BBD è, se non conclamato con cardiopatie e/o altre malattie cardiache, un difetto non significativo della conduzione elettrica del cuore. Pertanto, il BBD è da considerarsi, in questi casi, a prognosi sicuramente benigna.

## Terapia
Non esistono terapie in grado di eliminare o di ridurre l'anomalia in quanto non è riconosciuta come una patologia.